# Mecano en concierto (DVD)
Mecano ¡En Concierto! es el título de un paquete de archivos de vídeos grabados en directo del grupo español de música pop Mecano. No confundir con el álbum grabado en directo titulado "Mecano en concierto" (© 1985) el cual corresponde a la gira de 1984.
Dichos vídeos en directo corresponden a la gira de conciertos de la gira de 1988 del álbum "Descanso dominical". Originalmente este archivo de videos fue publicado en formato de cinta de VHS y años después se vuelve a publicar nuevamente este mismo concierto; pero esta vez en formato de DVD.
Las canciones que presenta este paquete de videos fueron grabados en dos lugares diferentes: Entre la Plaza de Toros de "Las Ventas", Madrid, el 8 de septiembre de 1988 y en la Plaza Monumental de Barcelona el 15 de septiembre de 1988.
En la primera publicación que se hizo se incluían catorce temas musicales y luego en una segunda publicación años más tarde, se incluyó el videoclip de "Figlio della Luna". 
Posterior a esto, se incluye este mismo concierto de la gira "Descanso domninical" en el digipack titulado "Mecanografía (la historia en imágenes)".

## Contenido

### Temas
| Track | Canción                                           | Autor                                                   | Grabado en                          |
| ----- | ------------------------------------------------- | ------------------------------------------------------- | ----------------------------------- |
| 01.   | "Héroes de la Antártida"                          | José María Cano                                         |                                     |
| 02.   | "El cine"                                         | Ignacio Cano                                            |                                     |
| 03.   | "El blues del esclavo"                            | José María Cano                                         | Plaza de Toros "Las Ventas", Madrid |
| 04.   | "Hijo de la Luna"                                 | José María Cano                                         |                                     |
| 05.   | "La fuerza del destino"                           | Ignacio Cano                                            |                                     |
| 06.   | "Mujer contra mujer"                              | José María Cano                                         |                                     |
| 07.   | "Los amantes"                                     | Ignacio Cano                                            |                                     |
| 08.   | "Un año más"                                      | Ignacio Cano                                            |                                     |
| 09.   | "«Eungenio» Salvador Dalí"                        | José María Cano                                         | Plaza de Toros "Las Ventas", Madrid |
| 10.   | "Por la cara" (instrumental)                      | Ignacio Cano                                            |                                     |
| 11.   | "No hay marcha en Nueva York"                     | José María Cano                                         |                                     |
| 12.   | "Cruz de navajas"                                 | José María Cano                                         |                                     |
| 13.   | "Me cuesta tanto olvidarte"                       | José María Cano                                         |                                     |
| 14.   | "Barco a Venus"                                   | Ignacio Cano                                            |                                     |
| 15.   | "Figlio della Luna" (Videoclip "Hijo de la Luna") | José María Cano / Adaptación al italiano: Marco Luberti |                                     |

50 palabras 60 palabras o100 Las curvas de esa Chica La fiesta nacional Aire Ay que pesado Hoy no me puedo levantar Me cole en una fiesta Maquillaje No es serio este cementerio está es la historia de un amor.No tienes nada que perder..